# Vierpuntspiegelloopkever
De vierpuntspiegelloopkever (Notiophilus quadripunctatus) is een keversoort uit de familie van de loopkevers (Carabidae). De wetenschappelijke naam van de soort werd in 1826 gepubliceerd door Pierre François Marie Auguste Dejean.
De soort komt voor in West-Europa, het Middellandse Zeegebied en in Macaronesië. Ook in België en in Nederland komt de soort voor, zij het zeldzaam. De kever vertoont gelijkenis met de veel algemenere tweevlekspiegelloopkever (Notiophilus biguttatus). Het opvallendste onderscheid is dat bij Notiophilus quadripunctatus de vierde tussenruimte van de dekschilden (de tussenruimte waarin zich de haarstippen bevinden) duidelijk breder is dan de aangrenzende tussenruimten; bij N. biguttatus is die ruimte ongeveer even breed als de omliggende. De achterhoeken van het halsschild zijn recht (90°), die van N. biguttatus scherp (<90°). Het voorhoofd draagt tussen de ogen 7–10 relatief fijne kielen, terwijl N. biguttatus daar 6 relatief grove kielen heeft.